# Informe de ovnis del Pentágono
Preliminary Assessment: Unidentified Aerial Phenomena, conocido también como UAP Report, (en español: Evaluación preliminar: Fenómenos Aéreos No Identificados), coloquialmente conocido como el Informe de ovnis del Pentágono, es una evaluación por mandato federal de los Estados Unidos, publicada el 25 de junio de 2021, que resume la información sobre objetos voladores no identificados (ovnis), también conocidos como fenómenos aéreos no identificados (FANI o UAP por sus siglas en inglés). Se había prestado una atención pública sustancial al informe obligatorio del 25 de junio, alimentado por declaraciones de exfuncionarios de alto nivel en el gobierno de los Estados Unidos, incluido el expresidente Barack Obama, quien declaró en junio de 2021 «... hay imágenes y registros de objetos en los cielos, que no sabemos exactamente qué son».
Se suponía que el informe daría «un análisis detallado de los datos e inteligencia de fenómenos aéreos no identificados» que habían sido compilados por la Oficina de Inteligencia Naval, la Fuerza de Tareas de Fenómenos Aéreos No Identificados (UAPTF) y el FBI. El informe identificó preocupaciones de seguridad nacional y de seguridad de los pilotos relacionadas con los FANI. El senador estadounidense Marco Rubio, vicepresidente del Comité de Inteligencia del Senado, declaró que había pedido a la directora de Inteligencia Nacional, Avril Haines, información adicional antes de la publicación del informe, calificando su solicitud de pre-briefing. Rubio declaró, con respecto a la naturaleza de los objetos desconocidos, «Hay cosas volando en nuestro espacio aéreo y no sabemos de quién son y no son nuestras. Así que debemos saber quién es, especialmente si es un adversario que ha dado un salto tecnológico».
Un 43% del público estadounidense está cada vez más interesado en el tema de los ovnis a raíz de la publicación inicial por el New York Times en diciembre de 2017 acerca de los vídeos de ovnis del Pentágono, con una considerable atención adicional de los medios estadounidenses al Programa avanzado de identificación de amenazas aeroespaciales.

## Antecedentes

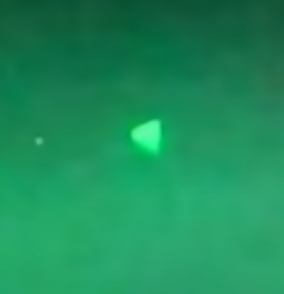
Fotograma del video del USS Russell.

El 27 de diciembre de 2020 se promulgó un proyecto de ley de asignaciones de 2,3 billones de dólares, conocido como Ley de Asignaciones Consolidadas del 2021, que forma parte de la Ley de Ayuda, Alivio y Seguridad Económica del Coronavirus. El Comité Selecto del Senado sobre Inteligencia incluyó en su Ley de Autorización de Inteligencia para el Año Fiscal 2021 una estipulación que ordenaba que el director de Inteligencia Nacional trabajara con el Secretario de Defensa en un informe que detallara lo que el gobierno sabe sobre los Fenómenos Aéreos No Identificados (FANI), comúnmente conocidos como ovnis, para ser liberados al Congreso en 180 días, es decir, no más allá del 25 de junio de 2021.
La disposición exigía que el informe incluyera «análisis detallado de datos e inteligencia de fenómenos aéreos no identificados» recopilados por la Oficina de Inteligencia Naval, la Fuerza de Tareas de Fenómenos Aéreos No Identificados y el FBI. Además, pidió «una descripción detallada de un proceso interinstitucional» que garantizaría que los datos se puedan recopilar y analizar en todo el gobierno federal. Por último, se dijo que el informe identificaba posibles amenazas a la seguridad nacional y evaluaba si alguno de los adversarios de Estados Unidos podría estar detrás de dicha actividad. Aunque era necesario que fuera público, el informe podría contener un anexo clasificado.
El mandato llegó después de que artículos publicados por The New York Times y Politico confirmaran la existencia del Programa avanzado de identificación de amenazas aeroespaciales, un programa del Departamento de Defensa que comenzó en 2007 para investigar fenómenos no identificados, que terminó oficialmente en 2012. [21] El 14 de agosto de 2020, se estableció un sucesor de este programa, la Fuerza de Tarea de Fenómenos Aéreos No Identificados, en la Oficina de Inteligencia Naval. El Departamento de Defensa eventualmente publicaría tres videos grabados por pilotos de la Marina de los EE. UU. que formaban parte de las investigaciones de la UAPTF, que se conocieron colectivamente como los vídeos de ovnis del Pentágono.

## Informe
El 25 de junio de 2021 se emitió una evaluación preliminar de nueve páginas. Afirma que la UAPTF se centró en 144 observaciones de «fenómenos aéreos no identificados» por parte de las Fuerzas Armadas de los Estados Unidos, en su mayoría de personal de la Armada de los Estados Unidos, de 2004 a 2021. En la evaluación preliminar no se dan detalles. El informe encontró que la UAPTF no pudo identificar 143 de estos objetos. El único objeto que pudo ser identificado «con alta confianza» fue un «globo grande y desinflado». Afirmó que 18 de estas «características de vuelo inusuales» presentaban, estos objetos parecían «permanecer estacionarios en los vientos en alto, moverse contra el viento, maniobrar bruscamente o moverse a una velocidad considerable, sin medios discernibles de propulsión». Algunos de ellos, dice el informe, liberaron energía de radiofrecuencia que fue recogida y procesada por aviones militares estadounidenses, con análisis adicionales necesarios para determinar si esos avistamientos representaban «tecnología innovadora». El informe dijo que algunos de estos pasos son intensivos en recursos y requerirían inversión adicional No vincula los avistamientos con la vida extraterrestre, con funcionarios que dijeron: «No tenemos indicaciones claras de que haya ninguna explicación no terrestre para ellos, pero iremos a donde nos lleve los datos».
Once de los incidentes reportados fueron casi accidentes con aviones militares. El informe estableció cinco categorías explicativas potenciales: desorden en el aire, fenómenos atmosféricos naturales, programas de desarrollo del gobierno estadounidense o de la industria estadounidense, sistemas de adversarios extranjeros y una categoría «otra» general.

### Anexo clasificado
El informe fue publicado en línea y entregado a los comités de inteligencia de la Cámara de Representantes y el Senado con un anexo clasificado. Una persona que asistió a la sesión informativa clasificada, hablando bajo condición de anonimato, dijo que a los legisladores se les «dio poca información más allá de lo que está disponible públicamente» y que los únicos videos mostrados ya se habían hecho públicos.

## Reacciones y repercusiones
En gran medida se consideró que el informe no era concluyente.
La UAPTF anunció que estaba trabajando para adquirir informes adicionales, incluso de la Fuerza Aérea de los Estados Unidos, y había comenzado a recibir datos de la Administración Federal de Aviación (FAA). También anunció que «se están realizando esfuerzos para estandarizar los informes de incidentes en los servicios militares estadounidenses y otras agencias gubernamentales para garantizar que se capturen todos los datos relevantes», señalando que no existía un mecanismo de notificación estándar antes de que la Marina creara uno en marzo de 2019.
La vicesecretaria de defensa, Kathleen Hicks, publicó un memorando después de la publicación del informe, diciendo que destaca el problema de los peligros de vuelo cerca de los rangos de entrenamiento militar. Ordenó al alto funcionario de inteligencia y seguridad del Pentágono que estableciera un medio más formal para coordinar la recopilación, el informe y el análisis de la información de los FANI, y agregó que «Es igualmente crítico que todas las tripulaciones aéreas militares o el personal del gobierno de Los Estados Unidos informen cada vez que las aeronaves u otros dispositivos interfieran con el entrenamiento militar. Esto incluye la observación y la notificación de los FANI». Además, el memorando de Hicks dijo que todos los miembros del Departamento de Defensa utilizarán un conjunto de procesos establecidos para garantizar que la UAPTF «tenga informes de observaciones de los FANI dentro de las dos semanas posteriores a un suceso». El secretario de prensa del Pentágono, John Kirby, dijo que se había ordenado a la oficina de inteligencia que desarrollara un plan para formalizar esa misión.
El presidente del Comité de Inteligencia del Senado, el senador Mark Warner, dijo que «Estados Unidos debe ser capaz de entender y mitigar las amenazas a nuestros pilotos, ya sean de drones o globos meteorológicos o capacidades de inteligencia adversaria». El senador Marco Rubio declaró que «este informe es un primer paso importante en la catalogación de estos incidentes, pero es solo un primer paso», y agregó que el «Departamento de Defensa y la Comunidad de Inteligencia tienen mucho trabajo por hacer antes de que realmente podamos entender si estas amenazas aéreas presentan una grave preocupación de seguridad nacional».
El escritor escéptico de la ciencia Mick West dijo que los «defensores de la divulgación alienígena están invadiendo estos problemas reales de los FANI» y que el informe ha sido mal caracterizado en los medios de comunicación y por los entusiastas de los ovnis, diciendo que «los FANI no están identificados debido a los datos limitados; eso es lo que hace que los casos sean difíciles de explicar», y agregó que «el informe sugiere que la mayoría de los casos, si se resuelven, resultarían ser una variedad de cosas como el desorden en el aire o el fenómeno atmosférico natural. La falta de datos no significa que los alienígenas sean la respuesta probable».
En el informe se mencionaba que las agencias actualizarían al Congreso sobre su progreso en los próximos 90 días.